# Alcyonosyllis
Alcyonosyllis är ett släkte av ringmaskar. Alcyonosyllis ingår i familjen Syllidae.
Kladogram enligt Catalogue of Life:
| Alcyonosyllis | \| \| Alcyonosyllis glasbyi \| \| \| \| \| \| Alcyonosyllis phili \| \| \| \| \| \| Alcyonosyllis xeniaecola \| \| \| \| |
|               | \| \| Alcyonosyllis glasbyi \| \| \| \| \| \| Alcyonosyllis phili \| \| \| \| \| \| Alcyonosyllis xeniaecola \| \| \| \| |
|               | Alcyonosyllis glasbyi |
|               | |
|               | Alcyonosyllis phili |
|               | |
|               | Alcyonosyllis xeniaecola                                                                                                 |
|               | |